# San Bartolomé de Béjar
San Bartolomé de Béjar es un municipio de España, en la provincia de Ávila, comunidad autónoma de Castilla y León. Pertenece a la comarca del Alto Tormes. 

## Geografía
Tiene una superficie de 16,49 km². 

## Demografía
San Bartolomé de Béjar cuenta con una población de 49 habitantes (INE 2024).
| Gráfica de evolución demográfica de San Bartolomé de Béjar entre 1842 y 2021                                          |
| |
| Población de derecho según los censos de población del INE. Población de hecho según los censos de población del INE. |

## Transporte
Pese a estar situado en un extremo de la provincia el municipio está bien comunicado pues es atravesado por la AV-100 que finaliza en el término municipal y une con El Barco de Ávila, permitiendo acceder a la provincia de Salamanca a través del puerto de la Hoya y conectar allí tanto con la nacional N-630 que une Gijón con Sevilla como con la autovía Ruta de la Plata que tiene el mismo recorrido que la anterior permitiendo unas comunicaciones más rápidas con el municipio. Por otro lado hacia el norte una carretera local comunica con los vecinos términos de Neila de San Miguel y Medinilla, permitiendo una segunda salida hacia la autovía en Salamanca por Sorihuela. 
En cuanto al transporte público se refiere, tras el cierre de la ruta ferroviaria de la Vía de la Plata, que pasaba por los municipios de Sanchotello y Béjar y contaba con estaciones en los mismos, no existen servicios de tren en el municipio ni en los vecinos. Si cuenta con línea regular de autobús (CEVESA) que conecta San Bartolomé de Béjar con Madrid, parando en El Barco de Ávila. Por otro lado el aeropuerto de Salamanca es el más cercano, estando a unos 80km de distancia.

## Cultura

### Fiestas
- San Bartolomé: patrón del pueblo, el 24 de agosto
- San Marcos: 2º patrón del pueblo, el 25 de abril